# Kaowang
Król Kao z dynastii Zhou (chiński: 周考王; pinyin: Zhōu Kăo Wáng) – trzydziesty pierwszy władca tej dynastii i dziewiętnasty ze wschodniej linii dynastii Zhou. Rządził w roku 440-426 p.n.e. Jego następcą został jego syn, Weiliewang.